# Универзитет Хауард
Универзитет Хауард (енгл. Howard University) је приватни универзитет у Вашингтону који углавном похађају Афроамериканци.